# Robert Granjon

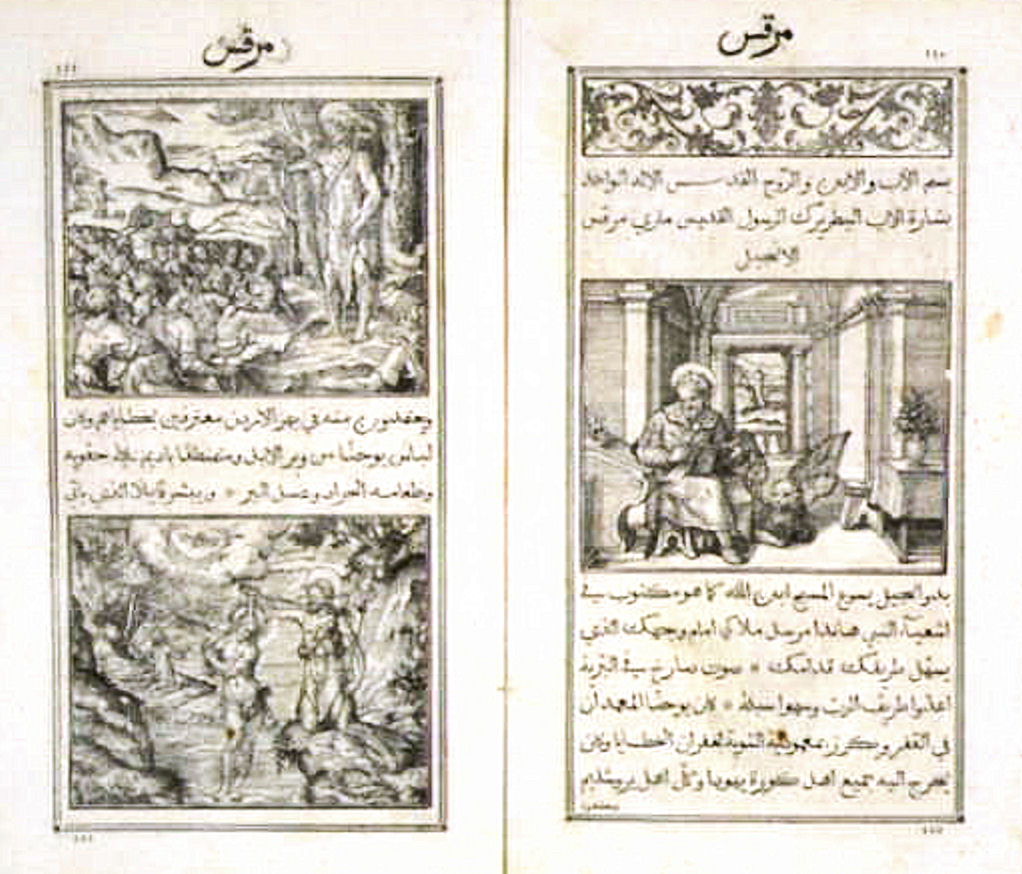
Evangelio de Nuestro Sañor Jesucristo en árabe impreso Granjon en 1590

Robert Granjon, (París 1513 — Roma 1589). Fue un tipógrafo y diseñador francés. Comenzó su trabajo en París y después continuó trabajando en Lyon, Amberes y Roma. 
Los tipos que el diseñó incluyen el romano, itálico, greco, hebreo y siriaco. Él es conocido especialmente por sus caracteres de civilité, los cuales están basados en una hermosa escritura francesa, la cual pretendía tomar el mismo lugar en Francia que la itálica ocupaba en Italia. El tipo itálico tenía mayor legibilidad por lo que ocasionó que el estilo granjon cayera en la discontinuidad. Durante su vida, Granjon creó 9 diferentes tipos y una serie de símbolos musicales y mientras trabajó como punzonista, diseño 50 diferentes alfabetos para los cuales cortó alrededor de 6.000 piezas.
Se dice que la forma en la que Granjon basó el tipo civilité fue en su propia manuscrita, ya que no le gustaba que muchos tipógrafos hicieran todo a su  manera y en sus propios tipos.
De 1543 a 1548 trabajó como punzonista en París. En 1549 se publicó su primer libro, una edición del Nuevo Testamento en Latín y griego. Una de las fuentes que el diseñó que le dio gran reconocimiento fue la gótica itálica civilité. De 1570 a 1574 Granjon ofrece sus tipografías a la venta en la feria de Fráncfort. En 1578 Granjon se dirige a Roma en donde trabaja realizando tipos exóticos en la imprenta de la Santa Sede.